# Стрелица (приток Сухоны)
Стрелица — река в Вологодской области России.
Протекает по территории Сокольского и Междуреченского районов. Исток находится на склоне Харовской гряды, течение по Присухонской низине. В верхнем течении долина глубокая, наблюдается значительный уклон, в нижнем — русло извилистое, течение медленное. Впадает в реку Сухону в 388 км от её устья по левому берегу. Длина реки составляет 57 км.
Вдоль течения реки расположены населённые пункты Биряковского сельского поселения, в том числе административный центр поселения — село Биряково (Сокольский район); в устье — деревня Слободка (Междуреченский район).

## Данные водного реестра
По данным государственного водного реестра России относится к Двинско-Печорскому бассейновому округу, водохозяйственный участок реки — Северная Двина от начала реки до впадения реки Вычегда, без рек Юг и Сухона (от истока до Кубенского гидроузла), речной подбассейн реки — Сухона. Речной бассейн реки — Северная Двина.
Код объекта в государственном водном реестре — 03020100312103000007407.

### Притоки
(км от устья)
- 12 км — ручей Пертуга (пр)
- 33 км — река Ишкома (пр)
- 47 км — река Губриха (лв)